# 伪黎曼流形
在数学物理学中，伪黎曼流形 也称为半黎曼流形，是一种可微流形，其度量张量处处非退化。这是黎曼流形的推广，其中放宽了正定性的要求。
伪黎曼流形的每个切空间都是伪欧几里得向量空间。
广义相对论中使用的一个特例是用于建模时空的四维洛伦兹流形，其中切向量可分为类时间、零和类空间。

## 介绍

### 流形
在微分几何中，可微流形是局部类似于欧氏空间的空间。在n维欧几里得空间中，任何一点都可以用n 个实数指定。这些被称为点的坐标。
n维可微流形是n维欧氏空间的概括。在流形中可能只能局部定义坐标。这是通过定义坐标补丁来实现的：可以映射到n维欧几里得空间的流形子集。
有关更多详细信息，请参阅流形、可微流形、坐标补丁。

### 切空间和度量张量
与每个点相关{\displaystyle p}在一个{\displaystyle n}维可微流形{\displaystyle M}是一个切空间（表示为{\displaystyle T_{p}M} ）。这是一个{\displaystyle n}维向量空间，其元素可以被认为是通过点的曲线的等价类{\displaystyle p} 。
度量张量是一种非退化、光滑、对称、双线性映射，它为流形的每个切空间中的切向量对分配一个实数。将度量张量表示为{\displaystyle g}我们可以将其表达为
{\displaystyle g:T_{p}M\times T_{p}M\to \mathbb {R} .}
该映射是对称且双线性的，因此如果{\displaystyle X,Y,Z\in T_{p}M}是某一点的切向量{\displaystyle p}到流形{\displaystyle M}那么对于任何实数{\displaystyle a\in \mathbb {R} } , 我们有
- {\displaystyle \,g(X,Y)=g(Y,X)}
- {\displaystyle \,g(aX+Y,Z)=ag(X,Z)+g(Y,Z)}

这是非退化的，意味着不存在对所有{\displaystyle Y\in T_{p}M}都适用的非零{\displaystyle X\in T_{p}M}{\displaystyle g(X,Y)=0}

### 度规符号
给定n维实流形上的度量张量g ，与该度量张量相关的二次型q(x) = g(x, x)应用于任何正交基的每个向量都会产生n 个实值。根据西尔维斯特惯性定律，以这种方式产生的正值、负值和零值的数量都是度量张量的不变量，与正交基的选择无关。度量张量的度规符号(p, q, r)给出了这些数字，以相同的顺序显示。非退化度量张量的r = 0且签名可以表示为(p, q) ，其中p + q = n 。

## 定义
伪黎曼流形(M, g)是可微流形M ，其具有处处非退化、光滑、对称的度量张量g 。
这样的度量称为伪黎曼度量。应用于矢量场，流形上任何一点的标量场值可以是正、负或零。
伪黎曼度量的签名是(p, q) ，其中p和q均为非负。非退化条件与连续性一起意味着p和q在整个流形中保持不变（假设它是连通的）。

## 洛伦兹流形
洛伦兹流形是伪黎曼流形的一个重要特例，其中度量的符号为(1, n−1) （等价于(n−1, 1) ；参见符号约定）。这样的度量被称为洛伦兹度量。它们以荷兰物理学家亨德里克·洛伦兹 (Hendrik Lorentz) 的名字命名。

### 物理学中的应用
洛伦兹流形是继黎曼流形之后伪黎曼流形最重要的子类。它们在广义相对论的应用中很重要。
广义相对论的一个主要前提是，时空可以建模为一个四维洛伦兹流形，其特征为(3, 1) ，或者等效地为(1, 3) 。与具有正定度量的黎曼流形不同，不定签名允许将切向量分类为类时间、零或类空间。当流形具有(p, 1)或(1, q)的签名时，它也是局部（也可能是全局）时间可定向的（参见因果结构）。

## 伪黎曼流形的性质
就像欧氏空间{\displaystyle \mathbb {R} ^{n}}可以被认为是黎曼流形的局部模型，闵可夫斯基空间{\displaystyle \mathbb {R} ^{n-1,1}}采用平坦的闵可夫斯基度量是洛伦兹流形的局部模型。同样地，特征为 ( p, q ) 的伪黎曼流形的模型空间是伪欧几里得空间{\displaystyle \mathbb {R} ^{p,q}} ，存在坐标x i使得
{\displaystyle g=dx_{1}^{2}+\cdots +dx_{p}^{2}-dx_{p+1}^{2}-\cdots -dx_{p+q}^{2}}
黎曼几何的一些定理可以推广到伪黎曼情况。特别是，黎曼几何基本定理对所有伪黎曼流形都成立。这使得人们可以谈论伪黎曼流形上的列维-奇维塔联络以及相关的曲率张量。另一方面，黎曼几何中有许多定理在广义情况下不成立。例如，并不是每个光滑流形都允许给定特征的伪黎曼度量；存在某些拓扑障碍。此外，子流形并不总是继承伪黎曼流形的结构；例如，在任何类光曲线上，度量张量都变为零。克利夫顿-波尔环面是紧致但不完备的伪黎曼流形的一个例子，霍普夫-里诺定理不允许黎曼流形具有这种性质。 

## 笔记
1. ↑  Benn & Tucker 1987，第172頁
2. ↑  Bishop & Goldberg 1968，第208頁
3. ↑  O'Neill 1983，第193頁